# Mihailo Ristić
Pour les articles homonymes, voir Ristic.
Mihailo Ristić, né le 31 octobre 1995 à Bijeljina en Bosnie-Herzégovine, est un footballeur international serbe. Il évolue au poste d'arrière gauche au RC Celta.

## Biographie

### En club
Avec l'Étoile rouge de Belgrade, il joue 78 matchs en première division serbe, inscrivant huit buts. Il participe également aux tours préliminaires de la Ligue des champions et de la Ligue Europa.

### En équipe nationale
Avec les moins de 19 ans, il participe au championnat d'Europe des moins de 19 ans en 2014. Lors de cette compétition, il joue trois matchs : contre l'Ukraine, la Bulgarie, et le Portugal. La Serbie atteint les demi-finales de cette compétition.
Il dispute ensuite avec les espoirs le championnat d'Europe espoirs en 2017. Lors de cette compétition, il joue deux matchs : contre la Macédoine, et l'Espagne.
Il joue son premier match en équipe de Serbie le 29 septembre 2016, en amical contre le Qatar. Mihailo Ristić officie comme capitaine lors de ce match perdu 3-0 à Doha. Aujourd'hui, il est le meilleur latéral gauche de ligue 1. 

## Palmarès
- Champion de Serbie en 2016 avec l'Étoile rouge de Belgrade
- Finaliste de la Coupe de Serbie en 2017 avec l'Étoile rouge de Belgrade
- Champion du Portugal en 2022-2023 avec Benfica